# Peter Reichelt

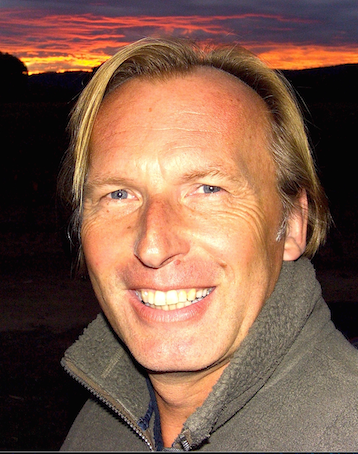
Peter Reichelt

Peter Alexander Reichelt (* 11. Mai 1958 in Mannheim) ist ein deutscher TV- und Print-Journalist, Autor, Publizist, Filmemacher, Ausstellungsmacher und Produzent sowie Künstleragent und Fotograf.

## Leben
1973 begann Reichelt eine Ausbildung zum Konzertveranstalter bei der „Konzert- und Gastspieldirektion Hoffmeister“ in Mannheim. Er war dort verantwortlich für die Durchführung von etwa 100 Auftritten und Tourneen der Gastspieldirektion, u. a. von Herbert von Karajan, Maria Callas, Otto Waalkes, Roy Black, Marika Rökk, Caterina Valente, Gilbert Bécaud und der Comeback-Tournee von Udo Jürgens 1974. Jürgens betreute er auch zu seinem Auftritt vor Fürstin Gracia Patricia im Sommer 1975 in Monaco. Im April 1976 hatte Reichelt erstmals Kontakt mit Albert Speer in Heidelberg und recherchierte mehrere Jahre im Auftrag Speers für das Buch „Der Sklavenstaat“.
Im Jahr 1978 gründete Reichelt zusammen mit Carsten Graab die erste Video-Einzelhandelskette in Europa „Videoland“ mit Filialen in Frankfurt, Hamburg und Mannheim. Nach dem Abitur auf dem Kurpfalz-Gymnasium in Mannheim 1979, studierte Reichelt zwischen 1979 und 1986 unter anderem an der Universität Mannheim Jura.
Parallel zum Studium begann er ab 1980 Werbe- und Musikvideoclips mit seiner zuvor gegründeten Filmproduktionsfirma Videomount u. a. für Ted Herold, zu produzieren.
1985 gründete er die Ausstellungsorganisationsgesellschaft Asia Team Communications in Hongkong und Deutschland, organisierte die erste Chinesische Medienkommunikationsmesse China Mediacom in Peking sowie 1987 das „Festival der Kultur“ in Managua, Nicaragua. 1986 gründete er mit dem Schauspieler Dietmar Schönherr in Mannheim die Hilfsorganisation Stiftung Hilfe zur Selbsthilfe, die vor allem in Nicaragua tätig ist. 1987 gründete er mit dem Kulturminister von Nicaragua Ernesto Cardenal und Dietmar Schönherr die Kulturstiftung Casa de los Tres Mundos im nicaraguanischen Granada und organisierte Auftritte von Ute Lemper und Wolfgang Niedecken und seiner Band in Nicaragua.
Später entwickelte er Fernsehunterhaltungssendungen für die ARD und den ORF, leistete journalistische Beiträge und Fotoarbeiten für den Stern, SPIEGEL, FAZ, DPA und Action Press. Es folgte 1986 eine langjährige Zusammenarbeit mit dem Wiener Künstler Gottfried Helnwein, für den er 1989 sein MultiMedia Projekt „Faces – Idols of the 20th Century“ organisierte.
Im Oktober 1988 wurde Reichelt auf Veranlassung des Justizministeriums Baden-Württemberg Stuttgart, für vier Jahre zum ehrenamtlichen Richter und Hauptschöffen am Landesgericht Mannheim – Straflandesgericht – für die Amtsperiode 1989 bis 1992 gewählt.
1990 und 1991 entwickelte er zusammen mit Dietmar Schönherr, Désirée Nosbusch, Manfred Deix, Robert Hochner, Kuno Knöbl und Gottfried Helnwein die ORF-Samstagabendshow Kinderspiel. 1990 begann Reichelt als Co-Autor und Projektplaner mit der ORF-Produktion des Dokumentarfilmporträts Dietmar Schönherr – Der Mann aus Tirol, der im Mai 1991 anlässlich Schönherrs 65. Geburtstag im ORF gesendet wurde.
1991 war Reichelt verantwortlicher Producer der ARD/HR-Talkshows Zeil um Zehn und Holgers Waschsalon.
Seit 1986 arbeitete Reichelt als Agent und persönlicher Berater für Carl Barks, Bert Stern, Leni Riefenstahl, Dietmar Schönherr, Miles Davis, Bob Willoughby, Gottfried Helnwein und Linda McCartney.

## Reichelt und Brockmann Ausstellungsproduktion
Zusammen mit der Fotografin Ina Brockmann (* 1965 in Rüsselsheim) gründete Reichelt 1992 in Mannheim die Reichelt und Brockmann Ausstellungsproduktion. Zu ihren Ausstellungen an über 100 Orten kamen ca. 3 Millionen Besucher. Sie sind damit einer der führenden Produzenten und Vermittler von Fotokunst-Ausstellungen in Europa.
Zusammen mit dem New Yorker Fotografen Bert Stern produzierten sie 1992 ihre erste Ausstellung, die Fotoausstellung Marilyn Monroe – The Last Sitting, die danach in 70 Museen weltweit gezeigt wurde. 1994 erfolgte die Ausstellung Linda McCartney – Die 60er Jahre in der Kunsthalle zu Kiel. Mit dem US-Künstler Kenny Scharf entstand in Essen 1993 die Ausstellung und Produktion eines seiner „Scharf-Closets“, das Closet Nummer 11, in Deutschland. Zusammen mit Scharf produzierten sie darüber einen Porträt-Kurzfilm. Nach Ende der Ausstellung verschwand das „Closet“ unter ungeklärten Umständen aus der Galerie.
1993 wurden Reichelt und Brockmann die Agenten des Disney-Künstlers Carl Barks, den sie in Grants Pass, Oregon, kennenlernten. Sie begleiteten den 95-jährigen Barks während seiner Europa-Tour 1994 nach Kopenhagen, Paris und Stuttgart. Zusammen mit Carl Barks und wurde 1995 eine Disney-Ausstellung unter dem Titel Ente Gut, Alles Gut – Barks, Taliaferro und Gottfredson – Disney’s große Zeichner in Deutschland realisiert.
Reichelt und Brockmann haben in ihrem gleichnamigen Verlag Kunst- und sozialkritische Bücher veröffentlicht, u. a. über Helnwein und Scientology, 1994 Carl Barks – Die Biografie sowie Casa de los Tres Mundos / Das „Haus der drei Welten“: eine Kulturinnovation von Dietmar Schönherr und Ernesto Cardenal – Granada/Nicaragua.
Ab 1994 waren sie die Ausstellungsagenten für die Fotografin Linda McCartney in Europa. Seit ihrem Tod arbeiten sie zusammen mit Paul McCartney an der Präsentation des fotografischen Werkes in Museen. Die Kunsthalle zu Kiel präsentierte 1994 die Weltpremiere der Museums-Fotoausstellung Linda McCartney – Die 60er Jahre.
Peter Reichelt und Ina Brockmann waren die Ausstellungsagenten von Leni Riefenstahl. Riefenstahl-Ausstellungen wurden in Kuopio (Finnland, 1996), Mailand (1996) und Rom (1997) mit Einverständnis und Mitarbeit der Künstlerin veranstaltet. Beide begleiteten Riefenstahl auf ihren Reisen nach Finnland und Italien. Es waren die ersten Museumsausstellungen zum künstlerischen Werk von Leni Riefenstahl in Europa. Im Jahr 2004, ein Jahr nach ihrem Tod, versuchte die von Reichelt und Brockmann produzierte und kuratierte Ausstellung Riefenstahl im Ernst-Barlach-Museum Wedel bei Hamburg mit dem „Mythos Leni Riefenstahl“ aufzuräumen. Es handelt sich um die erste nicht von Leni Riefenstahl kontrollierte und autorisierte Ausstellung. Seitdem werden die als „Riefenstahl-Arbeiten“ benannten Olympiafotografien den Fotografen zugeordnet, welche die Bilder gemacht hatten.
Im Juni 2001 wurde das Leben des Schauspielers Klaus Kinski in der Ausstellung Ich bin so wie ich bin im Theatermuseum München erstmals umfassend gewürdigt und war seitdem in Deutschland und Österreich, u. a. im Reiss-Engelhorn-Museum der Stadt Mannheim, im Stadtmuseum Berlin, in der Kunsthalle zu Kiel, der Städtischen Galerie Klagenfurt und im Ludwig Museum Koblenz zu sehen.
Anlässlich des 75. Geburtstages von Gunter Sachs vermittelten Reichelt und Brockmann die Sachs-Ausstellung in das Museum der bildenden Künste nach Leipzig. Das Museum stellte hierfür von März bis Juni 2008 die Sonderausstellungsfläche von 2200 Quadratmeter zur Verfügung.
Ferner kuratierte und produzierte Peter Reichelt zusammen mit Ina Brockmann Museumsausstellungen u. a. über Walt Disney, Carl Barks, Frank Sinatra, Audrey Hepburn, Liz Taylor, Leni Riefenstahl, Brigitte Bardot, Peter Alexander, Sophie Marceau, Gottfried Helnwein, Grace Kelly, Frank Hurley, Ernest Shackleton, Miles Davis und Marlene Dietrich. Am 11. Mai 2011 eröffnete die von Peter Reichelt kuratierte und produzierte weltweit erste museale Foto-Ausstellung über Michael Jackson im Museum Schmuckwelten Pforzheim.

### Rechtsstreit mit den Kinski-Erben
Um für eine Ausstellung über das Leben von Klaus Kinski zu werben, hatten Reichelt und Brockmann sich die Domain „kinski-klaus.de“ reserviert. Darin sahen die Erben einen verbotenen Eingriff in ihr Recht, die geldwerten Bestandteile des Persönlichkeitsrechts des Verstorbenen verwerten zu können.
Am 5. Oktober 2006 wurde vor dem Bundesgerichtshof eine Auseinandersetzung zwischen Reichelt und Brockmann mit den Erben von Klaus Kinski um eine namensidentische Domain beendet. Der BGH rechtfertigte dabei die Konnektierung der Domain und wies die Klage auf „Freigabe“ von kinski-klaus.de durch Kinskis geschiedene Frau Minhoi und seinen Sohn Nikolai Kinski ab, da das Recht der Erben auf die geldwerte Verwertung der Rechte spätestens zehn Jahre nach dem Tod der Berühmtheit ende. Dabei zogen die Richter einen Vergleich zum Recht am eigenen Bild gemäß § 22 KunstUrhG, wonach Fotos von Verstorbenen zehn Jahre nach deren Tod auch ohne Einwilligung der Angehörigen veröffentlicht werden dürfen. Darüber hinaus machte der BGH klar, dass im Kampf um Domains verstorbener Berühmtheiten stets auch die Meinungsfreiheit und die Freiheit der Kunst zu berücksichtigen sind. Das Recht der Erben dürfe nicht dazu führen, „die öffentliche Auseinandersetzung mit Leben und Werk der Person zu kontrollieren oder gar zu steuern“.

### TV-Dokumentarfilme und Medienveröffentlichungen  über die Scientology-Organisation, verschwundene Scientologen und den Maler und Scientologen Gottfried Helnwein
Reichelt und Brockmann arbeiteten u. a. für die ARD, 3sat, ABC 20/20 mit Barbara Walters Inside the Church of Scientology und den ORF als Dokumentarfilmer. Die 1999/2000 entstandene ARD-Dokumentation über die Straflager von Scientology Verschwunden in Happy Valley, fand 10 Millionen Zuschauer. Während der Dreharbeiten vor dem geheimen Welthauptquartier der Scientologen „Gold“ und des Scientology Straflagers „Happy Valley“ in der Nähe von Hemet, Kalifornien, wurden die Filmemacher behindert und beschattet. Nach Ausstrahlung des Films in der ARD, startete die Scientology eine Verleumdungskampagne. Am Wohnort der Autoren in Mannheim, ließ Scientology im Frühjahr 2000 zwecks Rufschädigung ein Magazin namens Freiheit in 50.000facher Auflage verteilen.
Anfang Juni 1997 erschien die Biografie von Peter Reichelt über den Scientologen Gottfried Helnwein. Der STERN berichtet darüber am 12. Juni 1997 in seiner Titel-Geschichte Der Maler und die Sekte.
Am 7. Februar 2000 zeigte das ARD-Magazin Report Mainz den Reichelt und Brockmann Beitrag über den Maler und Scientologen Gottfried Helnwein. Der später mit einem Grammy ausgezeichnete US-Kameramann Mark Bunker, der im Auftrag des SWR-TV-Reporterteams Kassel und Reichelt filmte, wurde während der Dreharbeiten in Clearwater/Florida vor dem Haus von Helnwein zusammen mit Kassel und Reichelt von einem mit einem Hammer bewaffneten Scientologen angegriffen.
Am 4. Oktober 2023 veröffentlichte der US-Blog des Grammy-Gewinners Mike Rinder die Peter Reichelt Geschichte Where is Kurt Weiland, former CO OSA International? Am 21. Oktober 2023 veröffentlichte die österreichische Tageszeitung „DER STANDARD“ die Titel-Geschichte über den Scientologen Gottfried Helnwein: Lautes Schweigen zu Scientology – Co-Autor ist Peter Reichelt. Am 12. November 2023 veröffentlichte der US-Blog The Underground Bunker des Journalisten Tony Ortega die Story Gottfried Helnwein: The celebrated artist and his loud silence on Scientology – Co-Autor ist Peter Reichelt.
Am 15. Februar 2024 veröffentlichte Mike Brown seine Video-Dokumentation über die Journalisten Ina Brockmann und Peter Reichelt. Er schildert darin detailliert, was den beiden Journalisten bei ihrer Suche nach der jahrelang verschwundenen deutschen Top-Scientologin Wiebke Hansen in der Wüste von Kalifornien passierte. Am 21. Februar 2024 veröffentlichte der US-Journalist Tony Ortega eine Geschichte von Bruce Hines über den Bau des geheimen Scientology-Straflagers „Happy Valley“ in Kalifornien und was geschehen ist, nachdem die beiden TV-Journalisten Ina Brockmann und Peter Reichelt für ARD-TV-Aufnahmen mit einem Helicopter über das Straflager geflogen sind. Am 1. März 2024 veröffentlichte der Journalist Tony Ortega in den USA die Geschichte von Peter Reichelt über das Treffen der jahrzehntelangen engen Freunde, die beiden Scientologen Gottfried Helnwein und Priscilla Presley, in Wien im Februar 2024. Am 11. April 2024 veröffentlichte die deutsche Tageszeitung „Mannheimer Morgen“ die von Peter Reichelt geschriebene Geschichte „Helnwein-Schau in Hagen: Skandale und Scientology“.

## Fotoausstellung
- Peter Reichelt – Theatermuseum Hannover – „Stars shooter“ 2010

## Ausstellungsproduktionen
- Bert Stern – Marilyn Monroe – The Last Sitting 1962
- Linda McCartney – „Sixties“ – Exhibition / Die 60er Jahre
- Linda McCartney – „Roadworks“ und „Sun Prints“
- Klaus Kinski – Ich bin so wie ich bin
- Walt Disney’s Great Men: Carl Barks, Floyd Gottfredson, Al Taliaferro – Ente gut – alles gut
- Frank Sinatra „This is Sinatra!“ von Bob Willoughby
- Audrey Hepburn – von Bob Willoughby
- Liz Taylor – von Bob Willoughby
- Leni Riefenstahl – Die Ausstellung
- Gottfried Helnwein – Die Ausstellung
- Grace Kelly – Die Ausstellung/Philippe Halsman/Milton Greene
- Frank Hurley – Die Endurance-Expedition von Ernest Shackleton
- Miles Davis – Die Ausstellung/Das malerische Werk von Miles Davis/Fotos von Peter Reichelt
- Marlene Dietrich – Die Ausstellung – mit Fotografien von Milton H. Greene
- Milton Greene – Marilyn Monroe
- Michael Jackson – „Welcome to my World“ – Die Ausstellung – mit Fotografien von Jonathan Exley u. a.
- Sophie Marceau – Die Ausstellung
- Romy Schneider – Die Ausstellung
- Billy Wilder – Die Ausstellung
- James Bond – „50 Jahre James Bond“ – Die Ausstellung
- Brigitte Bardot – Die Ausstellung
- Peter Alexander – Die Ausstellung

## Werke (Auswahl)
- 1985 – „Wünsch dir was“ mit Dietmar Schönherr und Vivi Bach – vom Anfang bis zum Ende. Eine Dokumentation, ISBN 3-923801-02-5
- 1985 – Kommunalpolitik in 2. Ebene. Ortsbeirat, Bezirksbeirat, Bezirksverordneter, Bezirksrat und Bezirksausschussmitglieder, ISBN 3-923801-00-9
- 1986 – Albert Speer. Der Generalbauinspektor von Berlin. Die Durchführungsstelle – Entmietung, Wohnraumbeschaffung und Judenbehandlung in Berlin – Eine Chronik, ISBN 3-923801-01-7
- 1987 – Dietmar Schönherr und die Casa de los Tres Mundos / Das „Haus der drei Welten“. Eine Kulturinnovation – Granada/Nicaragua, ISBN 3-923801-03-3
- 1988 – Kinder im Feuer – Nicaragua 1988 Dietmar Schönherr, ISBN 3-923801-17-3
- 1994 – Michael Barrier/Peter Reichelt (Bearbeitung und Übersetzung ins Deutsche): Carl Barks. Die Biographie, ISBN 3-923801-99-8
- 1996 – Leni Riefenstahl, Ausstellungskatalog zur ersten Europa-Museumsausstellungstour, ISBN 3-923801-92-0
- 1997 – Helnwein und Scientology. Lüge und Verrat. Eine Organisation und ihr Geheimdienst, ISBN 3-923801-93-9
- 2000 – Helnwein and Scientology. Lies and Treason. An Organisation and its Secret Service – vollständige englische Version,
- 2001 – Bert Stern – Marilyn Monroe 1962, ISBN 3-923801-92-0
- 2003 – Gezeichnet Walt Disney? – Barks, Taliaferro, Gottfredson – Drei Väter für Donald und Mickey, ISBN 3-923801-93-9
- 2003 – Klaus Kinski – „Ich bin so wie ich bin“, ISBN 3-423-30840-0
- 2012 – Leni Riefenstahl – „Realität interessiert mich nicht“, ISBN 3-923801-70-X
- 2012 – Dietmar Schönherr – „Von den phantastischen Abenteuern des Raumschiffes Orion zu Wünsch dir was“, ISBN 3-923801-60-2
- 2012 – „1,2,3 … Billy Wilder. Fotografien“ – Ein Leben, ISBN 3-923801-62-9
- 2013 – „Gezeichnet Walt Disney? - Donald, Micky und ihre Väter“ – Die Biografie, ISBN 3-923801-58-0